# Marché du Chaudron
Le marché du Chaudron est un marché forain de l'île de La Réunion, département et région d'outre-mer français dans le sud-ouest de l'océan Indien. Il a lieu au Chaudron, à Saint-Denis, les mercredis et dimanches matin.
En 2021, le marché est sélectionné par les lecteurs de Clicanoo et du JIR pour représenter La Réunion au concours Votre plus beau marché organisé par Le 13H de TF1 en association avec la PQR,.
Après huit semaines de compétition, il termine à la douzième place du classement sur les 24 marchés représentés